# Hells Bells
Hells Bells è un celebre brano musicale degli AC/DC, dall'album Back in Black (1980).
È dedicata, come tutto l'album, al cantante Bon Scott, morto nel 1980 a Londra per abuso di alcool.

## Curiosità
I 13 rintocchi di campana che aprono il brano furono registrati presso un campanile detto Carillion, che fa parte di un monumento ai caduti della Seconda guerra mondiale presso Loughborough, nel Leicestershire. Per il tour mondiale successivo, gli AC/DC fecero invece forgiare appositamente una campana con il logo del gruppo, che verrà colpita da Brian Johnson con un grosso martello all'inizio del brano. A partire dal tour di Ballbreaker (1996) la campana fu sostituita con una replica di maggiori dimensioni ma in materiale plastico; pare infatti che la campana originale fosse caduta sul palco in seguito ad un cedimento del gancio di supporto quando il palco era ancora in costruzione, e venne pertanto deciso di utilizzare un sostituto più leggero per prevenire incidenti ben più gravi.